# Lužane
Pour l’article homonyme, voir Lužane (Podujevo).
Lužane (en serbe cyrillique : Лужане) est un village de Serbie situé dans la municipalité d'Aleksinac, district de Nišava. Au recensement de 2011, il comptait 828 habitants.

## Démographie

### Évolution historique de la population
| 1948  | 1953  | 1961  | 1971  | 1981  | 1991  | 2002 | 2011 |
| ----- | ----- | ----- | ----- | ----- | ----- | ---- | ---- |
| 1 396 | 1 428 | 1 449 | 1 266 | 1 158 | 1 081 | 942  | 828  |

|  |